# Miélan
 Miélan  (en occitano Mielan) es una población y comuna francesa, ubicada en la región de Mediodía-Pirineos, departamento de Gers, en el distrito de Mirande y cantón de Miélan.

## Demografía
| 1214 | 1295 | 1325 | 1246 | 1290 | 1258 |
| Para los censos de 1962 a 1999 la población legal corresponde a la población sin duplicidades (Fuente: INSEE [Consultar]) |      |      |      |      |      |